# Palazzo di Magnocavallo

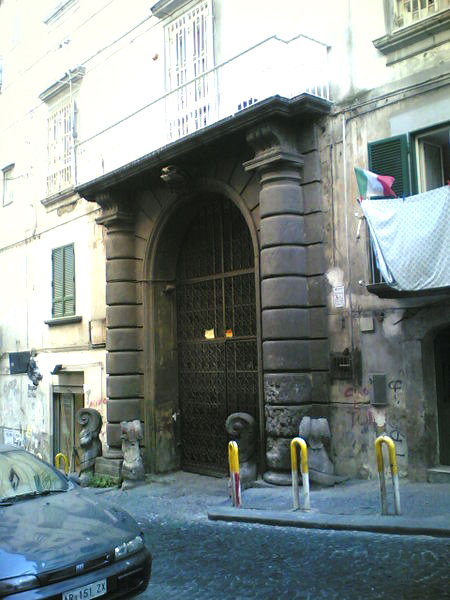
Particolare del portale del palazzo

Il Palazzo di Magnocavallo o Palazzo di Domenico Antonio Vaccaro è un palazzo di Napoli che si innalza in via Francesco Girardi.

## Storia
Il palazzo, situato nei pressi della chiesa di Santa Maria ad Ogni bene dei Sette Dolori, fu eretto a partire dal 1594 da Ortensio Magnocavallo, quando acquistò un vasto suolo nella zona comprendente l'insula tra vico Politi, via Santa Maria Ognibene e via Girardi. Nel cortile sono ancora visibili le arcate in piperno della loggia tardocinquecentesca su due livelli.
L'immobile è stato ristrutturato nel corso dei secoli più di una volta e nel Settecento il Vaccaro lo acquistò come propria abitazione. Nella parte retrostante, fino al XIX secolo, vi era un vasto giardino parzialmente occupato dagli anni trenta del XVII secolo dalla cappella gentilizia divenuta successivamente chiesa di Santa Maria Ognibene. Il rinnovo settecentesco consistette nel rifare completamente il portale in forme monumentali. Agli inizi del XIX secolo, in piena epoca napoleonica, i Magnocavallo fecero edificare nel giardino retrostante un corpo di fabbrica in linea con portale a due colonne recanti la lettera M.

## Descrizione
Il palazzo, molto imponente nelle dimensioni che s'innestano nel tessuto viario dei Quartieri Spagnoli, è caratterizzato dalla semplice linea del prospetto, interrotta solamente all'altezza del maestoso portale in piperno. Esso è caratterizzato da un ingresso a tutto sesto affiancato da colonne tuscaniche con rocchi trattati a bugnato; alla base sono presenti volute in marmo che hanno funzione di paracarro, mentre alla sommità, in sostituzione della trabeazione, si erge la balconata del piano nobile. Nel cortile sono ben visibili i resti tompagnati della loggia.